# Windy & Carl
I Windy & Carl sono un gruppo musicale space rock proveniente dal Michigan (Stati Uniti d'America).

## Storia del gruppo
Costituiti dalla bassista Windy Weber e dal chitarrista Carl Hultgren, vennero fondati da quest'ultimo durante i primi anni novanta e rimasero un duo in seguito alla dipartita dei membri Brenda Markovich e Randall Nieman che fonderà i Füxa. Il loro esordio discografico è Portal, album pubblicato nel 1993. Il loro album Depths del 1998 è considerato il trentaseiesimo album ambient migliore di sempre da Pitchfork.

## Stile musicale
Lo stile dei Windy & Carl, oltre ad essere di difficile classificazione, è incentrato sui suoni del basso e della chitarra. Le influenze del duo spaziano fra stili quali dream pop, shoegaze, krautrock, psichedelia e drone music. Nonostante la loro musica abbia sempre mantenuto questi standard stilistici, con il passare del tempo essa divenne sempre più giocata sui suoni stratificati della chitarra e del basso. Occasionalmente le loro composizioni sono accompagnate da una tastiera o dalla voce della bassista. Secondo quanto dichiarò Weber: 
(Windy Weber)

## Discografia

### Album
- Portal (Ba Da Bing!, 1995)
- Drawing of Sound (Icon, 1996)
- Antarctica (Darla, 1997)
- Depths (Kranky, 1998)
- Dream of Blue (Ochre, 1998)
- Consciousness (Kranky, 2001)
- Dedications to Flea (Brainwashed, 2005)
- The Dream House (Kranky, 2005)
- Songs for the Broken Hearted (Kranky, 2008)
- Instrumentals For The Broken Hearted (Blue Flea, 2009)
- We Will Always Be (Kranky, 2012)

### Singoli, EP, e collaborazioni
- Watersong/Dragonfly (Blue Flea, 1993)
- Instrumentals EP (Burnt Hair Records, 1994)
- Left Without Air (singolo split con i Füxa) (Blue Flea/Mind Expansion, 1995)
- Green (singolo split con Hopewell) (Burnt Hair Records, 1996)
- Emeralds/Fragments Of Time And Space (Enraptured, 1996)
- Christmas Song (singolo split con Grimble Grumble) (Enraptured, 1996)
- Crazy In The Sun (singolo split con i Silver Apples) (Rocket Girl, 1997)
- Dream of Blue/Kate EP (Ochre, 1997)
- Near and Far (EP split con gli Amp) (Blue Flea, 1998)
- Antarctica (Live)/Instrumental (Live) (split da dodici giri con with Saddar Bazaar) (Earworm, 2001)
- Untitled (split live album con i Landing (Music Fellowship, 2001)
- Akimatsuri (Blue Flea, 2006)
- Intelligence In Evolution (split album con Heavy Winged) (Music Fellowship, 2008)
- You Can't Hide Your Love Forever vol. 7" (Geographic North, 2012)

### Antologie
- Introspection (Blue Flea, 2002) (presenta tre CD includenti rarità, brani dal vivo e altre tracce)